# ستيفن د. كلارك
ستيفن د. كلارك هو سياسي كندي، ولد في 15 مايو 1916 في سانت جون في كندا، وتوفي بنفس المكان في 5 يناير 1997. حزبياً، نشط في الجمعية الليبرالية لنيو برونزويك ‏. وقد انتخب عضو الجمعية التشريعية لنيو برونزويك ‏.